# Oblivion Song
Oblivion Song es una serie de cómics estadounidenses creada por el escritor Robert Kirkman y el artista Lorenzo de Felici la cual se publicó por Image Comics en marzo de 2018 y cocluyó en junio de 2022 con un total de 36 números.

## Sinopsis
La historia narra la vida de Nathan Cole, un hombre que realiza viajes diarios para intentar rescatar a aquellos que aún viven en la zona posapocalíptica de Oblivion, una parte de Filadelfia perdida hace una década junto con 300.000 de sus habitantes.

## Números
1. 7 de marzo de 2018
2. 11 de abril de 2018
3. 9 de mayo de 2018
4. 13 de junio de 2018